# Uebigau (Neschwitz)
Uebigau, obersorbisch Wbohowⓘ, ist ein Ort im ostsächsischen Landkreis Bautzen und gehört seit 1993 zur Gemeinde Neschwitz. Der Ort liegt in der Oberlausitz und zählt zum sorbischen Siedlungsgebiet.

## Geografie
Der Ort befindet sich etwa zehn Kilometer nordwestlich der Großen Kreisstadt Bautzen und zwei Kilometer südlich des Gemeindezentrums im Oberlausitzer Gefilde. Östlich von Uebigau erstreckt sich die Talaue des Schwarzwassers, wo sich bis ins 19. Jahrhundert hinein Fischteiche befanden. Die ehemalige Auenlandschaft wird seit der Begradigung des Flusses intensiv landwirtschaftlich genutzt. Nach Westen hin steigt das Gelände an.
Der Siedlungskern von Uebigau ist in Form eines Rundweilers angelegt und bildet heute die östliche Ortshälfte. Der Gutshof liegt am nördlichen Ortsrand in Richtung Neschwitz. Die Nachbarorte sind Neschwitz im Norden, Kleinholscha im Nordosten, Luga im Südosten, Krinitz im Süden und Wetro (Gemeinde Puschwitz) im Westen.

## Geschichte
Der Ort wurde erstmals 1353 als Obegow urkundlich erwähnt. Weitere verzeichnete Namensformen sind u. a. Ibgaw (1485), Obige/Obigaw (1528) und Ybingen (1590). Bereits vorher hatte es an der Stelle des Gutes jedoch eine Wasserburg mit einem Durchmesser von etwa 25 Metern gegeben, deren Reste heute überbaut sind. Uebigau war spätestens seit dem 15. Jahrhundert Sitz eines Rittergutes, das auch die Grundherrschaft im Ort innehatte, jedoch unter der Vorherrschaft des Neschwitzer Schlosses stand.
Im frühen 19. Jahrhundert bestand in Uebigau eine Filiale der Neschwitzer Schule, deren Gebäude überfüllt war.
Bis zum 1. April 1936 war Uebigau eine eigenständige Landgemeinde mit dem Ortsteil Krinitz; dann wurde es nach Saritsch und am 1. Juli 1993 gemeinsam mit diesem nach Neschwitz eingemeindet.

### Ortsname
Als Grundform wird das altsorbische Oběgov vermutet, welches einen Ort an der Flussbiegung oder einem Flussumlauf bezeichnen und die geografische Lage von Uebigau beschreiben würde.

## Bevölkerung
Für seine Statistik über die sorbische Bevölkerung in der Oberlausitz ermittelte Arnošt Muka in den achtziger Jahren des 19. Jahrhunderts eine Bevölkerungszahl von 142 Einwohnern; davon waren 135 Sorben (95 %) und sieben Deutsche. Seitdem ist der Gebrauch der sorbischen Sprache im Ort stark zurückgegangen.
Im Laufe des 19. und frühen 20. Jahrhunderts verdoppelte sich die Einwohnerzahl von 84 im Jahre 1834 auf 170 im Jahr 1925. Im 20. Jahrhundert, besonders nach 1990, sank sie wieder deutlich.
Die gläubigen Einwohner sind fast ausschließlich evangelisch-lutherischer Konfession und nach Neschwitz gepfarrt.

## Persönlichkeiten
- August Adolph von Haugwitz (1647–1706), Barocklyriker und -dramatiker, Gutsherr auf Uebigau und Krinitz, geboren in Uebigau